# Solta a Batida
"Solta a Batida" é uma canção da cantora brasileira Ludmilla , composta por Ludmilla, Jefferson Junior, Umberto Tavares e produzida por Tavares e Mãozinha. O videoclipe foi lançado em 2 de feveireiro de 2018 na plataforma digital VEVO.

## Lista de faixas
- Download digital

1. "Solta a Batida" - 2:49[1]

## Desempenho nas tabelas musicais
| Parada (2018)            | Melhor posição |
| ------------------------ | -------------- |
| Brasil Billboard Hot 100 | 55             |